# Exothispa
Exothispa là một chi bọ cánh cứng trong họ Chrysomelidae.
Chi này được miêu tả khoa học năm 1897 bởi Kolbe.

## Các loài
Chi này gồm các loài:
- Exothispa reimeri Kolbe, 1897